# Baliros
Baliros is een gemeente in het Franse departement Pyrénées-Atlantiques (regio Nouvelle-Aquitaine) en telt 378 inwoners (2005). De plaats maakt deel uit van het arrondissement Pau.

## Geografie
De oppervlakte van Baliros bedraagt 3,7 km², de bevolkingsdichtheid is 102,2 inwoners per km².
De onderstaande kaart toont de ligging van Baliros met de belangrijkste infrastructuur en aangrenzende gemeenten.

## Demografie
Onderstaande figuur toont het verloop van het inwonertal (bron: INSEE-tellingen).